# 인터내셔널 크리스천 컨선
인터내셔널 크리스천 컨선( International Christian Concern )는 워싱턴 DC에 위치한 교회일치운동, 비정부, 비 당파 기독교 단체로 기독교인과 소수 종교의 인권에 관심을 갖는다. 그 사명은 지원, 변호 및 경고를 통해 모든 형태의 박해로부터 종교적 소수자들을 돕는 일이다.

## 같이 보기
- 크리스천 컨선
- Anti-Christian sentiment
- Christian Solidarity International, a Christian human rights NGO
- Persecution of Christians
- Religious intolerance
- Religious persecution
- Open Doors, Christian nonprofit organization dedicated to supporting the persecuted church